# Dichapetalum toxicarium
Dichapetalum toxicarium är en tvåhjärtbladig växtart som först beskrevs av George Don jr, och fick sitt nu gällande namn av Louis Antoine François Baillon. Dichapetalum toxicarium ingår i släktet Dichapetalum och familjen Dichapetalaceae. Inga underarter finns listade i Catalogue of Life.